# Maurito
Maurito, właśc. Norberto Mulenessa Maurito (ur. 24 czerwca 1981 w Luandzie) – piłkarz angolski grający na pozycji ofensywnego pomocnika lub napastnika. Posiada także obywatelstwo portugalskie.

## Kariera klubowa
Maurito urodził się w Angoli, a piłkarską karierę rozpoczął w Santos Luanda. Następnie wyjechał do Portugalii, gdzie grał w czwartoligowym zespole Vasco da Gama Sines. W 2003 roku przeszedł do União Leiria. W sezonie 2003/2004 zadebiutował w jego barwach w pierwszej lidze, ale zaliczył tylko 7 spotkań w ciągu całego sezonu. W 2004 roku wyjechał do Al-Jazira Club ze Zjednoczonych Emiratów Arabskich. Rok później został piłkarzem innego klubu z tego kraju, Al-Wahda FC. Występował tam bez sukcesów przez dwa sezony, a w 2007 roku przeszedł do kuwejckiego Al-Kuwait Kaifan. Następnie grał w bahrajńskim Al-Riffa Club, kuwejckim Al-Salmiya SC, rodzimym Petro Atlético, a w 2011 roku został zawodnikiem indonezyjskiego Minangkabau FC. Grał też w zespołach PSAP Sigli oraz Recreativo Caála. W 2012 roku zakończył karierę.

## Kariera reprezentacyjna
W reprezentacji Angoli Maurito zadebiutował w 2004 roku. W 2006 roku pojechał na Puchar Narodów Afryki 2006, ale nie znalazł się w kadrze na Mistrzostwa Świata w Piłce Nożnej 2006. W 2008 roku znalazł się w drużynie na Puchar Narodów Afryki 2008.